# Verein für Bewegungsspiele Stuttgart 1893 2017-2018
Questa pagina raccoglie i dati riguardanti il Verein für Bewegungsspiele Stuttgart 1893 nelle competizioni ufficiali della stagione 2017-2018.

## Stagione
Dopo solo un anno di permanenza in 2. Fußball-Bundesliga lo Stoccarda torna in massima serie guidata dall'allenatore Hannes Wolf, autore l'anno precedente della cavalcata vincente. In campionato, alla prima giornata, affronta in trasferta l'Hertha Berlino (0-2), mentre in Coppa di Germania esordisce al primo turno in casa dell'Energie Cottbus, battendo la compagine di Regionalliga ai tiri di rigore.
Il 26 agosto arriva la prima vittoria stagionale, battendo in casa per 1-0 il Magonza. Il 25 ottobre lo Stoccarda vince 3-1 in casa del Kaiserslautern, squadra di 2. Bundesliga, raggiungendo gli ottavi di finale in Coppa di Germania. L'8 dicembre il Bayer Leverkusen infligge la prima sconfitta interna allo Stoccarda, battendolo per 0-2. Lo Stoccarda chiude il girone d'andata al 14º posto, con la quarta sconfitta consecutiva (0-1 contro il Bayern Monaco), nonostante un rigore fallito oltre il novantesimo minuto assegnato col VAR.
Il 19 dicembre, in seguito alla sconfitta per 3-1 rimediata contro il Magonza, la squadra viene eliminata dalla Coppa di Germania. Durante la sessione invernale di calciomercato viene ufficializzato il ritorno dopo 8 anni di Mario Gómez allo Stoccarda. Il 27 gennaio, in seguito alla sconfitta casalinga per 0-2 contro lo Schalke 04, la società esonera l'allenatore Hannes Wolf. Al suo posto viene ingaggiato l'ex tecnico del Bayer Leverkusen Tayfun Korkut. Il 14 aprile con il pareggio interno per 1-1 contro l'Hannover 96, lo Stoccarda conquista la matematica salvezza con quattro turni d'anticipo.

## Maglie e sponsor
Lo sponsor tecnico per la stagione 2017-2018 è per il 15º anno consecutivo Puma. Lo sponsor ufficiale è per la quinta stagione consecutiva Mercedes-Benz Bank.
|  | Casa |  | Trasferta |  | Terza maglia |

## Organigramma societario
Dal sito internet ufficiale della società.
Area direttiva
- Presidente: Wolfgang Dietrich
- Vicepresidente: Wilfried Porth
- Supervisori: Guido Buchwald, Bernd Gaiser, Hartmut Jenner, Hermann Ohlicher, Franz Reiner, Martin Schäfer, Bertram Sugg

Area tecnica
- Allenatore: Hannes Wolf (fino al 28/01/18); Tayfun Korkut
- Allenatore in seconda: Kai Oswald (fino al 28/01/18); Marco Langner
- Allenatore in terza: Matthias Schiffers
- Assistente: Andreas Schumacher
- Supervisore: Günther Schäfer
- Preparatori atletici: Raymond Best, Heiko Striegel, Mario Bucher
- Fisioterapisti: Gerhard Wörn, Matthias Hahn, Manuel Roth, Frank Haile
- Analista: Marcus Fregin

Area organizzativa
- Direttore finanziario: Stefan Heim
- Direttore sportivo: Michael Reschke

Area marketing
- Direttore area marketing: Jochen Röttgermann

Area comunicazione
- Direttore della comunicazione: Oliver Schraft

## Rosa

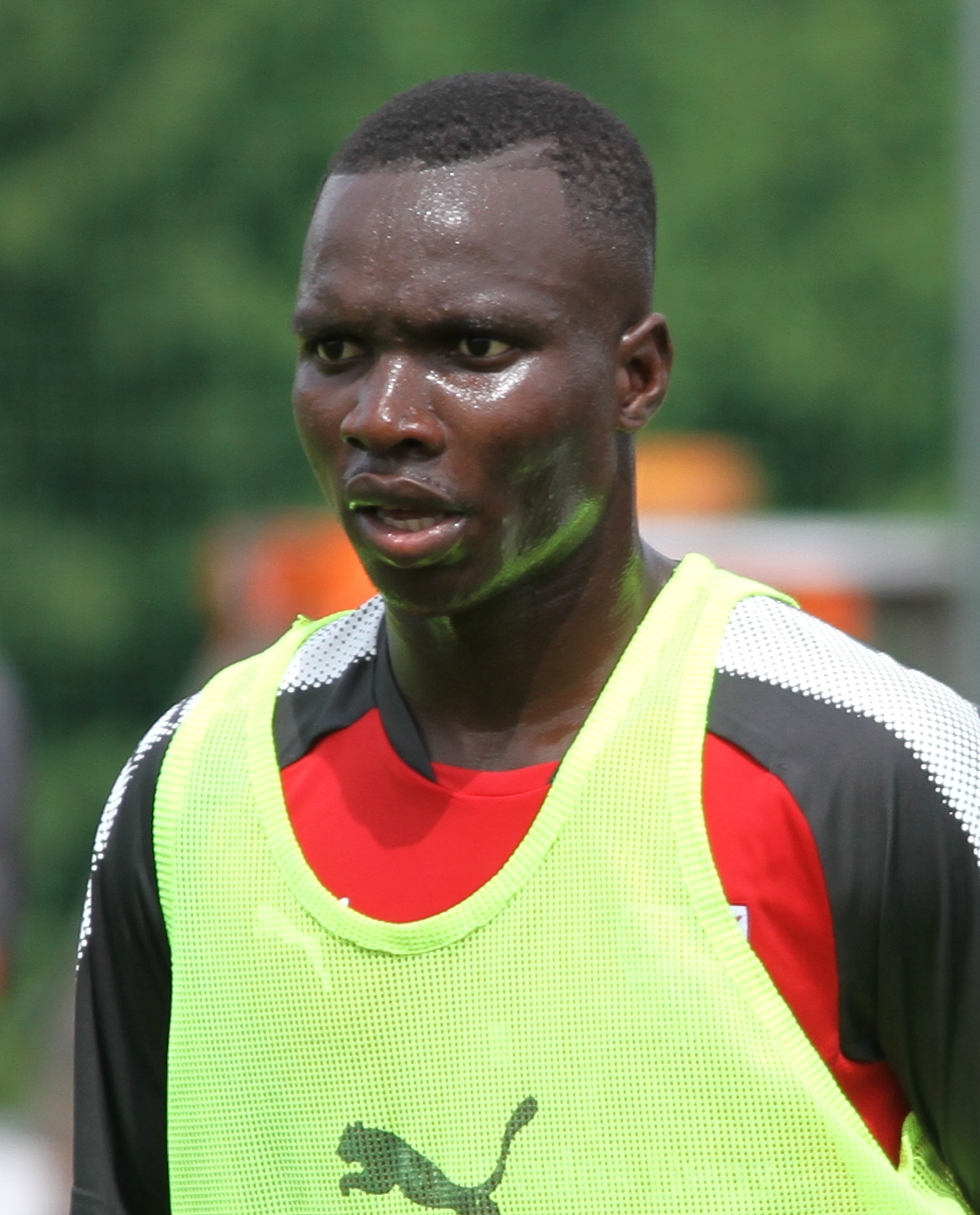
Chadrac Akolo, centrocampista congolese neo acquisto dello Stoccarda

Rosa e numerazione dello Stoccarda tratte dal sito ufficiale.

## Risultati

### Bundesliga

#### Girone di andata
| Arbitro: | Stegemann (Niederkassel) |

|                 |           |  |
| Leckie 46’, 62’ | Marcatori |  |

| Arbitro: | Brand (Schallfeld) |

|               |           |  |
| Badstuber 53’ | Marcatori |  |

| Arbitro: | Willenborg (Gehlenberg) |

|                                              |           |           |
| Bentaleb 4’ (rig.) Naldo 47’ Burgstaller 48’ | Marcatori | 40’ Akolo |

| Arbitro: | Winkmann (Kerken) |

|           |           |  |
| Akolo 42’ | Marcatori |  |

| Arbitro: | Storks (Velen) |

|                         |           |  |
| Raffael 57’, 74’ (rig.) | Marcatori |  |

| Stoccarda 23 settembre 2017, ore 15:30 CEST 6ª giornata | Stoccarda         | 0 – 0 referto | Augusta | Mercedes-Benz-Arena (55 202 spett.)\| Arbitro: \| Osmers (Hannover) \| |
| Arbitro:                                                | Osmers (Hannover) |               |         |                                                                        |

| Arbitro: | Brych (Monaco di Baviera) |

|                        |           |             |
| Rebić 42’ Haller 90+4’ | Marcatori | 61’ Terodde |

| Arbitro: | Cortus (Röthenbach) |

|                          |           |            |
| A. Donis 38’ Akolo 90+4’ | Marcatori | 77’ Heintz |

| Arbitro: | Jablonski (Brema) |

|              |           |  |
| Sabitzer 23’ | Marcatori |  |

| Arbitro: | Stieler (Amburgo) |

|                                      |           |  |
| Ginczek 38’ Pavard 45+4’ Terodde 82’ | Marcatori |  |

| Arbitro: | Winkmann (Kerken) |

|                             |           |                    |
| Hunt 20’ Kostić 65’ Arp 69’ | Marcatori | 55’ (rig.) Ginczek |

| Arbitro: | Willenborg (Osnabrück) |

|                      |           |               |
| Akolo 5’ Brekalo 51’ | Marcatori | 45+3’ Philipp |

| Arbitro: | Dingert (Lebecksmühle) |

|                     |           |           |
| Füllkrug 76’ (rig.) | Marcatori | 24’ Asano |

| Arbitro: | Dankert (Rostock) |

|           |           |  |
| Kruse 45’ | Marcatori |  |

| Arbitro: | Aytekin (Oberasbach) |

|  |           |                           |
|  | Marcatori | 20’ Havertz 80’ L. Bender |

| Arbitro: | Steinhaus (Langenhagen) |

|         |           |  |
| Uth 81’ | Marcatori |  |

| Arbitro: | Ittrich (Amburgo) |

|  |           |            |
|  | Marcatori | 79’ Müller |

#### Girone di ritorno
| Arbitro: | Brych (Monaco di Baviera) |

|                  |           |  |
| Stark 78’ (aut.) | Marcatori |  |

| Arbitro: | Osmers (Hannover) |

|                              |           |                             |
| Muto 45+2’, 54’ Holtmann 64’ | Marcatori | 19’ Badstuber 90+1’ Ginczek |

| Arbitro: | Zwayer (Berlino) |

|  |           |                            |
|  | Marcatori | 14’ Naldo 19’ (rig.) Harit |

| Arbitro: | Hartmann (Wangen) |

|           |           |           |
| Origi 24’ | Marcatori | 60’ Gómez |

| Arbitro: | Willenborg (Osnabrück) |

|            |           |  |
| Ginczek 5’ | Marcatori |  |

| Arbitro: | Stieler (Amburgo) |

|  |           |           |
|  | Marcatori | 27’ Gómez |

| Arbitro: | Steinhaus (Langenhagen) |

|            |           |  |
| Thommy 13’ | Marcatori |  |

| Arbitro: | Storks (Velen) |

|                      |           |                           |
| Pizarro 7’ Jojić 86’ | Marcatori | 45’, 45+2’ Gómez 57’ Beck |

| Stoccarda 11 marzo 2018, ore 15:30 CET 26ª giornata | Stoccarda         | 0 – 0 referto | RB Lipsia | Mercedes-Benz-Arena (53 548 spett.)\| Arbitro: \| Stieler (Amburgo) \| |
| Arbitro:                                            | Stieler (Amburgo) |               |           |                                                                        |

| Arbitro: | Brand (Unterspiesheim) |

|              |           |               |
| Petersen 53’ | Marcatori | 4’, 75’ Gómez |

| Arbitro: | Brych (Monaco di Baviera) |

|             |           |            |
| Ginczek 44’ | Marcatori | 18’ Holtby |

| Arbitro: | Ittrich (Amburgo) |

|                                       |           |  |
| Pulisic 38’ Batshuayi 48’ Philipp 59’ | Marcatori |  |

| Arbitro: | Jablonski (Brema) |

|            |           |                |
| Thommy 53’ | Marcatori | 90+1’ Füllkrug |

| Arbitro: | Storks (Velen) |

|                         |           |  |
| Gentner 13’ Özcan 90+1’ | Marcatori |  |

| Arbitro: | Welz (Wiesbaden) |

|  |           |             |
|  | Marcatori | 67’ Gentner |

| Arbitro: | Zwayer (Berlino) |

|                |           |  |
| Gómez 25’, 74’ | Marcatori |  |

| Arbitro: | Stegemann (Niederkassel) |

|             |           |                                        |
| Tolisso 21’ | Marcatori | 5’, 55’ Ginczek 42’ A. Donis 52’ Akolo |

### Coppa di Germania
| Arbitro: | Cortus (Norimberga) |

|                                             |                      |                                      |
| Viteritti 5’ Zimmer 28’                     | Marcatori            | 41’ Brekalo 77’ (aut.) Matuwila      |
| Viteritti Stein Schlüter Ziegenbein Förster | Tiri di rigore 3 – 4 | Terodde Ginczek Pavard Brekalo Özcan |

| Arbitro: | Ittrich (Amburgo) |

|            |           |                                          |
| Spalvis 6’ | Marcatori | 21’ (rig.) Ginczek 67’ Akolo 72’ Terodde |

| Arbitro: | Stieler (Amburgo) |

|                                       |           |             |
| Berggreen 62’ Diallo 71’ Serdar 90+3’ | Marcatori | 41’ Gentner |

## Statistiche

### Statistiche di squadra
| Competizione      | Punti | In casa | In casa | In casa | In casa | In casa | In casa | In trasferta | In trasferta | In trasferta | In trasferta | In trasferta | In trasferta | Totale | Totale | Totale | Totale | Totale | Totale | DR |
| Competizione      | Punti | G       | V       | N       | P       | Gf      | Gs      | G            | V            | N            | P            | Gf           | Gs           | G      | V      | N      | P      | Gf     | Gs     | DR |
| ----------------- | ----- | ------- | ------- | ------- | ------- | ------- | ------- | ------------ | ------------ | ------------ | ------------ | ------------ | ------------ | ------ | ------ | ------ | ------ | ------ | ------ | -- |
| Bundesliga        | 51    | 17      | 10      | 4       | 3       | 18      | 9       | 17           | 5            | 2            | 10           | 18           | 27           | 34     | 15     | 6      | 13     | 36     | 36     | 0  |
| Coppa di Germania | -     | 0       | 0       | 0       | 0       | 0       | 0       | 3            | 1            | 1            | 1            | 6            | 6            | 3      | 1      | 1      | 1      | 6      | 6      | 0  |
| Totale            | 51    | 17      | 10      | 4       | 3       | 18      | 9       | 20           | 6            | 3            | 11           | 24           | 33           | 37     | 16     | 7      | 14     | 42     | 42     | 0  |

### Andamento in campionato
| Giornata  | 1  | 2  | 3  | 4 | 5  | 6  | 7  | 8  | 9  | 10 | 11 | 12 | 13 | 14 | 15 | 16 | 17 | 18 | 19 | 20 | 21 | 22 | 23 | 24 | 25 | 26 | 27 | 28 | 29 | 30 | 31 | 32 | 33 | 34 |
| --------- | -- | -- | -- | - | -- | -- | -- | -- | -- | -- | -- | -- | -- | -- | -- | -- | -- | -- | -- | -- | -- | -- | -- | -- | -- | -- | -- | -- | -- | -- | -- | -- | -- | -- |
| Luogo     | T  | C  | T  | C | T  | C  | T  | C  | T  | C  | T  | C  | T  | T  | C  | T  | C  | C  | T  | C  | T  | C  | T  | C  | T  | C  | T  | C  | T  | C  | C  | T  | C  | T  |
| Risultato | P  | V  | P  | V | P  | N  | P  | V  | P  | V  | P  | V  | N  | P  | P  | P  | P  | V  | P  | P  | N  | V  | V  | V  | V  | N  | V  | N  | P  | N  | V  | V  | V  | V  |
| Posizione | 16 | 10 | 14 | 9 | 12 | 11 | 14 | 11 | 13 | 12 | 12 | 11 | 12 | 13 | 13 | 14 | 14 | 13 | 14 | 14 | 14 | 14 | 13 | 12 | 9  | 10 | 8  | 8  | 9  | 10 | 10 | 8  | 8  | 7  |

Legenda:

Luogo: C = Casa; T = Trasferta. Risultato: V = Vittoria; N = Pareggio; P = Sconfitta.

### Statistiche dei giocatori
In corsivo i calciatori che hanno lasciato la squadra a stagione in corso.
| Giocatore       | Bundesliga | Bundesliga | Bundesliga  | Bundesliga | Coppa di Germania | Coppa di Germania | Coppa di Germania | Coppa di Germania | Totale   | Totale | Totale      | Totale     |
| Giocatore       | Presenze   | Reti       | Ammonizioni | Espulsioni | Presenze          | Reti              | Ammonizioni       | Espulsioni        | Presenze | Reti   | Ammonizioni | Espulsioni |
| --------------- | ---------- | ---------- | ----------- | ---------- | ----------------- | ----------------- | ----------------- | ----------------- | -------- | ------ | ----------- | ---------- |
| Ailton          | 5          | 0          | 0           | 0          | 0                 | 0                 | 0                 | 0                 | 5        | 0      | 0           | 0          |
| C. Akolo        | 22         | 5          | 2           | 0          | 3                 | 1                 | 0                 | 0                 | 25       | 6      | 2           | 0          |
| D. Aogo         | 29         | 0          | 5           | 0          | 1                 | 0                 | 0                 | 0                 | 30       | 0      | 5           | 0          |
| T. Asano        | 15         | 1          | 1           | 0          | 3                 | 0                 | 0                 | 0                 | 18       | 1      | 1           | 0          |
| S. Ascacíbar    | 29         | 0          | 10          | 1          | 2                 | 0                 | 0                 | 0                 | 31       | 0      | 10          | 1          |
| H. Badstuber    | 26         | 2          | 2           | 0          | 1                 | 0                 | 0                 | 0                 | 27       | 2      | 2           | 0          |
| T. Baumgartl    | 30         | 0          | 4           | 0          | 2                 | 0                 | 0                 | 0                 | 32       | 0      | 4           | 0          |
| A. Beck         | 23         | 1          | 6           | 0          | 2                 | 0                 | 2                 | 0                 | 25       | 1      | 8           | 0          |
| P. Breier       | 0          | 0          | 0           | 0          | 1                 | 0                 | 0                 | 0                 | 1        | 0      | 0           | 0          |
| J. Brekalo      | 14         | 1          | 1           | 0          | 3                 | 1                 | 0                 | 0                 | 17       | 2      | 1           | 0          |
| J. Bruun Larsen | 4          | 0          | 0           | 0          | -                 | -                 | -                 | -                 | 4        | 0      | 0           | 0          |
| D. Burnić       | 6          | 0          | 2           | 1          | 2                 | 0                 | 1                 | 0                 | 8        | 0      | 3           | 1          |
| A. Donis        | 18         | 2          | 1           | 0          | 1                 | 0                 | 0                 | 0                 | 19       | 2      | 1           | 0          |
| C. Gentner      | 27         | 2          | 3           | 0          | 2                 | 1                 | 0                 | 0                 | 29       | 3      | 3           | 0          |
| D. Ginczek      | 23         | 7          | 2           | 0          | 2                 | 1                 | 0                 | 0                 | 25       | 8      | 2           | 0          |
| M. Gómez        | 16         | 8          | 3           | 0          | -                 | -                 | -                 | -                 | 16       | 8      | 3           | 0          |
| J. Grahl        | 0          | 0          | 0           | 0          | 0                 | 0                 | 0                 | 0                 | 0        | 0      | 0           | 0          |
| A. Grgić        | 1          | 0          | 0           | 0          | 1                 | 0                 | 0                 | 0                 | 2        | 0      | 0           | 0          |
| E. Insúa        | 25         | 0          | 2           | 0          | 2                 | 0                 | 0                 | 0                 | 27       | 0      | 2           | 0          |
| M. Kamiński     | 23         | 0          | 0           | 0          | 2                 | 0                 | 0                 | 0                 | 25       | 0      | 0           | 0          |
| C. Mané         | 0          | 0          | 0           | 0          | 0                 | 0                 | 0                 | 0                 | 0        | 0      | 0           | 0          |
| O. Mangala      | 20         | 0          | 2           | 0          | 1                 | 0                 | 0                 | 0                 | 21       | 0      | 2           | 0          |
| A. Meyer        | 0          | -0         | 0           | 0          | 0                 | -0                | 0                 | 0                 | 0        | -0     | 0           | 0          |
| E. Ofori        | 1          | 0          | 0           | 0          | 1                 | 0                 | 0                 | 0                 | 2        | 0      | 0           | 0          |
| B. Özcan        | 17         | 1          | 1           | 0          | 3                 | 0                 | 1                 | 0                 | 20       | 1      | 2           | 0          |
| B. Pavard       | 34         | 0          | 3           | 0          | 2                 | 0                 | 0                 | 0                 | 36       | 0      | 3           | 0          |
| S. Terodde      | 15         | 2          | 2           | 0          | 2                 | 1                 | 1                 | 0                 | 17       | 3      | 3           | 0          |
| E. Thommy       | 14         | 2          | 0           | 0          | -                 | -                 | -                 | -                 | 14       | 2      | 0           | 0          |
| R. Zieler       | 34         | -36        | 2           | 0          | 3                 | -6                | 0                 | 0                 | 37       | -42    | 2           | 0          |
| M. Zimmermann   | 3          | 0          | 0           | 0          | 1                 | 0                 | 1                 | 0                 | 4        | 0      | 1           | 0          |